# Ferrari California
El Ferrari California es un automóvil deportivo Gran Turismo con motor central-delantero montado longitudinalmente y de tracción trasera, producido por el fabricante italiano Ferrari desde 2008 hasta 2018.

## Características

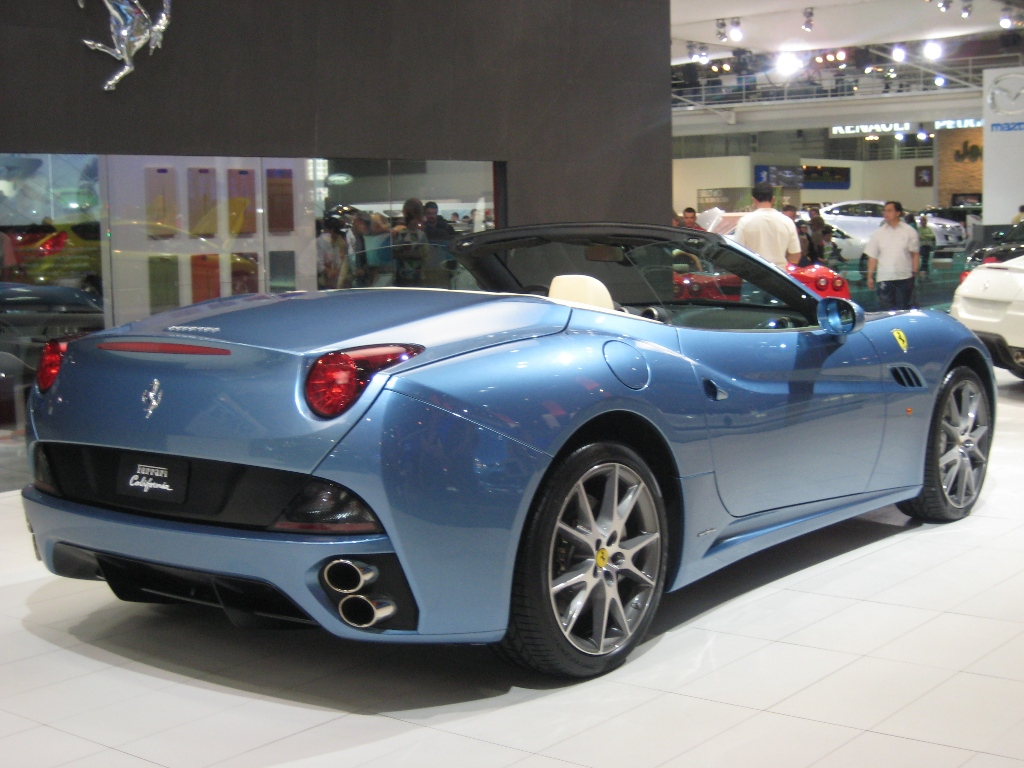
Vista posterior.

Fue diseñado por la empresa italiana Pininfarina, con carrocería y chasis hechos de aluminio de tipo descapotable de 2 puertas biplaza y un techo duro retráctil que cierra en solamente 14 segundos.
Fue presentado en el Salón del Automóvil de París de 2008. Monta un motor V8 de 4297 cm³ (4,3 litros), siendo el primer modelo de la marca en incorporar inyección directa, el cual desarrolla una potencia máxima de 460 CV (454 HP; 338 kW) a las 7500 rpm, con una curva de par que mejora la dinámica del vehículo y un cigüeñal plano que proporciona el máximo placer de conducción. Lleva frenos carbono-cerámicos fabricados por Brembo. El conjunto de caja de cambios, transmisión, el embrague y el diferencial, se conectan al eje posterior para lograr un desplazamiento mucho más suave y lograr un mejor rendimiento, a diferencia de los actuales que trabajan en forma hidráulica, así como también el primer vehículo convertible de la marca equipado con una capota rígida retráctil. Tiene un peso en vacío de 1630 kg (3594 lb) y es capaz de acelerar de 0 a 100 km/h (62 mph) en menos de 4 segundos, mientras que su velocidad máxima es de 310 km/h (193 mph). Representaría una nueva cuarta gama de modelos para la empresa. Su precio se estima en 160000 €. Originalmente se ofrecía con una caja de cambios de doble embrague con 7 velocidades o una transmisión manual de seis marchas. Sin embargo, no se llegó a vender media docena de unidades con caja manual, por lo que dicha versión se eliminó en 2012.
Está equipado con el sistema manettino, que tiene 3 posiciones posibles: «Comfort» , «Sport» y «CST-OFF». 
- Comfort: da prioridad a la seguridad y es el programa más indicado para condiciones de baja adherencia. Según Ferrari, es la mejor elección para una utilización diaria y cotidiana.

- Sport: da prioridad a las máximas prestaciones y estabilidad en condiciones de buena adherencia. Es recomendable para una conducción muy rápida.

- CST-OFF: en este modo el control de estabilidad y el control de tracción, denominado "F1-Trac" también presente en el 599 GTB Fiorano, están desactivados.

## California T

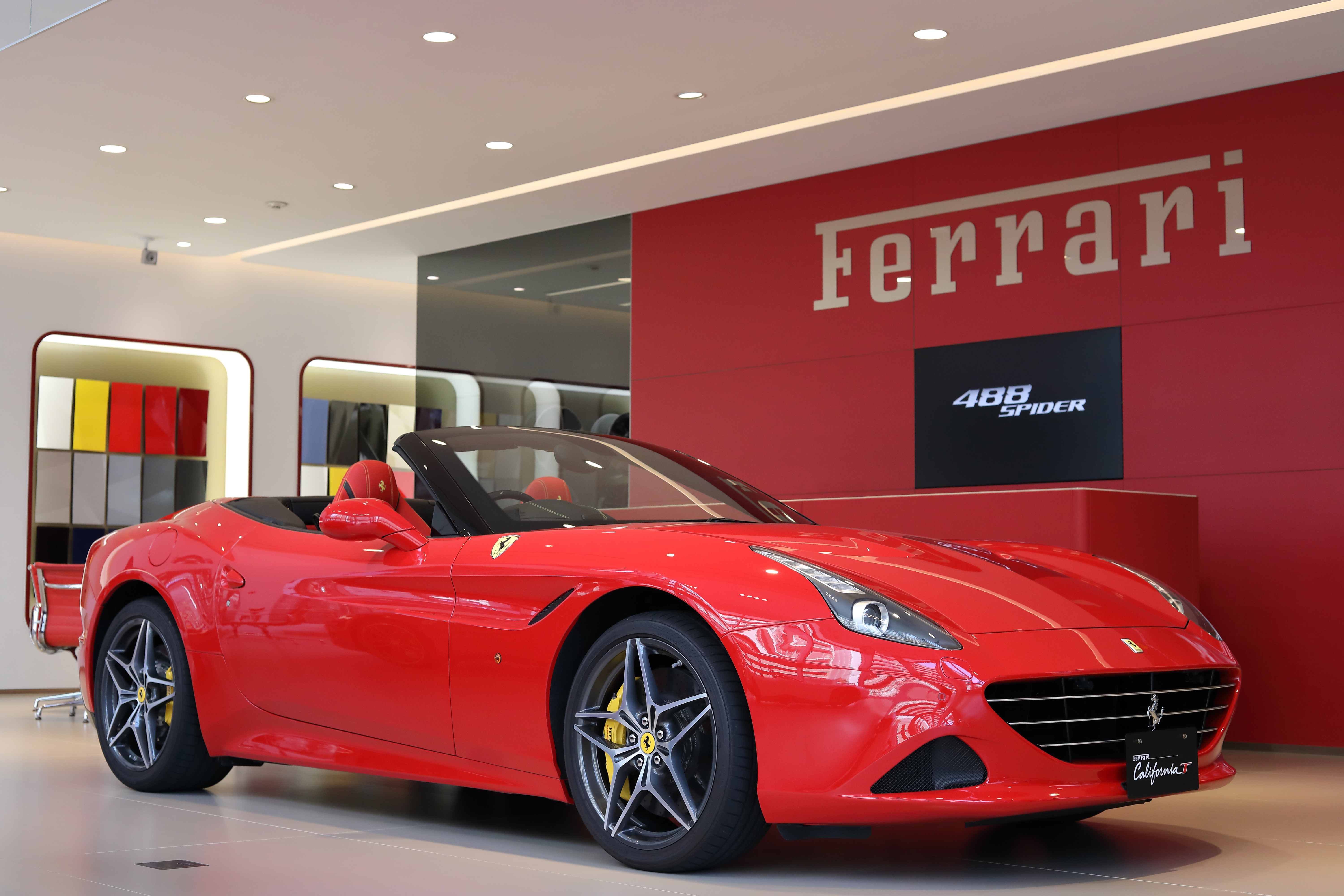
California T en Japón en marzo de 2017.

Se presentó en el Salón del Automóvil de Ginebra de 2014. Como indica su nombre al añadirse la "T", lleva un motor biturbo de 3855 cm³ (3,9 litros) que eroga 560 CV (552 HP; 412 kW) a las 7500 rpm. Acelera de 0 a 100 km/h (62 mph) en 3,6 segundos y tiene una velocidad máxima de 316 km/h (196 mph).
Su lujoso interior es artesanal con sofisticados materiales y un diseño espectacular. Su volante multifuncional, el puente F1 sobre la consola central, el túnel central o el "Turbo performance engineer", una pantalla digital que te mostrará las indicaciones para sacar el mejor rendimiento al nuevo turbo, situado entre las dos salidas de ventilación, cumplirá con las expectativas.
El centro de diseño de Ferrari, en colaboración con Pininfarina, ha elaborado un diseño elegante y equilibrado, con superficies convexas y cóncavas, que le proporcionan al California T el encanto sofisticado de un auténtico 'Grand Tourer'. El capó enfatiza las aletas y los pasos de rueda, con un diseño muy muscular, e incorporan los faros y los conductos de ventilación característicos para disipar el calor procedente del motor. Las ópticas delanteras tienen una elegante forma de cuña y cuentan con tecnología LED. A pesar de su simplicidad, la silueta del California T está inspirada en el icónico estilo del Ferrari 250 Testa Rossa. El nuevo diseño de las puertas se encuentra algo más esculpido.
El nuevo V8 que equipa el California T, mejora estas características y las combina con una excelente eficiencia en consumo de combustible, una alta potencia y las reacciones extremas en aceleración que ofrece un turbocompresor.
Produce una potencia específica de 145 CV (143 HP; 107 kW) por litro, la cifra más alta en su categoría, además de un par máximo de 755 N·m (557 lb·pie). La respuesta del acelerador es nítida y el motor cuenta con un régimen de giro excepcionalmente amplio, llegando hasta las 7500 rpm. La transmisión de doble embrague presenta relaciones más largas, siendo capaz de acelerar de 0 a 100 km/h (62 mph) en 3,6 segundos y alcanza los 200 km/h (124 mph) en 11,2 segundos. A pesar de tener un extra de 70 CV (69 HP; 51 kW) y un 49% más de par motor con respecto a la versión anterior, el consumo se ve reducido en un 15%. Sus emisiones también se han visto reducidas a 250 g (8,8 onzas)/km en el ciclo combinado, lo que equivale a una reducción aproximada del 20%.

## Ficha técnica
| Variantes                             | California | California T |
| ------------------------------------- | --- | --- |
| Materiales del motor                  | Bloque y cabezas de aluminio.                                                                                         | Bloque y cabezas de aluminio.                                                                                         |
| Capacidad del depósito de combustible | 78 litros (20,6 galAm).                                                                                               | 78 litros (20,6 galAm).                                                                                               |
| Distribución                          | Doble DOHC árbol de levas a la cabeza por cada bancada de cilindros y 4 válvulas por cilindro (32 en total), con VVT. | Doble DOHC árbol de levas a la cabeza por cada bancada de cilindros y 4 válvulas por cilindro (32 en total), con VVT. |
| Alimentación                          | Inyección directa. | Inyección directa. |
| Aspiración                            | Naturalmente aspirado.                                                                                                | Biturbo con intercooler.                                                                                              |
| Cilindrada                            | 4297 cm³ (4,3 L; 262,2 plg³)                                                                                          | 3855 cm³ (3,9 L; 235,2 plg³)                                                                                          |
| Diámetro x carrera                    | 94 x 77,4 mm (3,70 x 3,05 plg).                                                                                       | 86,5 x 82 mm (3,41 x 3,23 plg).                                                                                       |
| Relación de compresión                | 12,2:1. | 9,4:1. |
| Potencia máxima                       | 460 CV (454 HP; 338 kW) @ 7500 rpm. 489 CV (482 HP; 360 kW) @ 7750 rpm (versión 2012).                                | 560 CV (552 HP; 412 kW) @ 7500 rpm.                                                                                   |
| Par máximo                            | 485 N·m (358 lb·pie) @ 5000 rpm. 505 N·m (372 lb·pie) @ 5000 rpm (versión 2012).                                      | 755 N·m (557 lb·pie) @ 4750 rpm.                                                                                      |
| Emisiones de CO2                      | 310 g (10,9 onzas)/km.                                                                                                | 250 g (8,8 onzas)/km.                                                                                                 |
| Velocidad máxima                      | 310 km/h (193 mph). 312 km/h (194 mph) (versión 2012).                                                                | 316 km/h (196 mph).                                                                                                   |
| Aceleración de 0-100 km/h (62 mph)    | Menos de 4 segundos. 3,8 segundos (versión 2012).                                                                     | 3,6 segundos. |